# Jan Bachmann
Jan Bachmann (* 7. Mai 1986 in Basel) ist ein Schweizer Comicautor, Comiczeichner und freier Gestalter.

## Leben
Jan Bachmann ist in Basel aufgewachsen und studierte an der Deutschen Film- und Fernsehakademie in Berlin. 2015 wurde er mit seinem Kurzfilm Man müsste Räuber sein oder zumindest Sprengmeister für den Preis der Deutschen Filmkritik nominiert. Im April 2017 gewann er den Comic-Förderpreis der Schweizer Städte. Im März 2018 veröffentlichte er seine erste Graphic Novel Mühsam, Anarchist in Anführungsstrichen bei dem Schweizer Comic-Verlag Edition Moderne.

## Werke

### Mühsam, Anarchist in Anführungsstrichen (2018)
In Bachmanns erster Graphic Novel wird der junge Lübecker Poet und Anarchist Erich Mühsam (1878–1934) im Sommer 1910 von seinen besorgten Brüdern auf Kur in die Schweiz geschickt. Er findet sich dort in einem bürgerlichen und an einem seinen Talenten uninteressierten Umfeld wieder. Das Dichten fällt ihm schwer und sein Werben um eine hübsche Mitpatientin ist weitgehend erfolglos. Ständig plagen ihn Sexualität und Geldsorgen.
Die Graphic Novel basiert auf den Tagebüchern des deutschen Schriftsteller Erich Mühsam. Inspiration und Motivation für die Adaption fand Bachmann in Erich Mühsam selbst, er beschrieb ihn als „immer verschuldetes Bürgersöhnchen mit grossem poetischen und politischen Ambitionen und einer meisterhaften Selbstinszenierung zwischen wahnwitziger Selbstüberschätzung und freundlicher Selbstironie – als ideale Comicfigur also.“ (Jan Bachmann).
Den Erzähltext hat Jan Bachmann wortgetreu aus den Tagebüchern übernommen. Die Dialoge, Situationen und Szenen sind jedoch erfunden, was die Graphic Novel zur perfekten Mischung aus Literaturvorlage und Comic macht.

### Der Berg der nackten Wahrheiten (2019)
Der Berg der nackten Wahrheiten ist das Prequel zu Bachmanns erfolgreichem Comic Mühsam, Anarchisten in Anführungsstrichen. Die Erzählung spielt zehn Jahre früher, vor dem Hintergrund der Aktivitäten auf dem Monte Verità, dem Treffpunkt der ersten Aussteiger im 20. Jahrhundert.
Gusto verbringt sein Leben auf dem Monte Verità im Tessin. Doch nicht alles verläuft so sorgenlos, wie der Hippie-Vorläufer es sich in seiner Traumwelt vorgestellt hatte. Das Geld der vegetarisch-kommunistischen FKK-Gemeinschaft wird langsam knapp und als Gusto auch noch eine Ziege aus dem Dorf bei sich aufnimmt, wächst die Wut der Bewohner von Ascona auf die Aussteiger. Ein kultureller Konflikt bahnt sich an. Nichtsdestotrotz schmiedet Gusto einen irrwitzigen Plan, wie er seine geliebte Ziege weiterhin bei sich behalten kann.
Auch bei dieser Graphic Novel benutzt Bachmann historische Quellen, um daraus eine politische Komödie zu machen. Für den Witz sorgen unter anderem die lustigen Gedankengänge der Ziege, die zum Mittelpunkt der Geschichte wird.
Erschienen ist Der Berg der nackten Wahrheiten am 1. Oktober 2019 im Schweizer Comic-Verlag Edition Moderne.

### Der Kaiser im Exil (2021)
Nach der Niederlage im Ersten Weltkrieg muss Kaiser Wilhelm untertauchen und findet Zuflucht bei einer befreundeten Adelsfamilie. Seiner üblichen kaiserlichen Tätigkeiten beraubt, holzt Wilhelm kurzerhand den Wald ab, der das Gut umgibt, derweil die Gastgeberin – mit Gespür für die historische Dimension des Geschehens – das Werk «Der Kaiser im Exil» verfasst. In typischer «Bachmannscher Manier» verwebt Der Kaiser im Exil Zitate, historische Überlieferungen und frei Dazuerfundenes zu einer lustvollen und kritischen Parodie des Hochmuts der (ehemals) Mächtigen.

## Comics
- Mühsam, Anarchist in Anführungsstrichen. (Ed. Moderne, 2018, ISBN 978-3-03731-172-1)
- Der Berg der nackten Wahrheiten (Ed. Moderne, 2019, ISBN 978-3-03731-194-3)
- Der Kaiser im Exil (Ed. Moderne, 2021, ISBN 978-3-03731-217-9)